# Sarobela aurotincta
Sarobela aurotincta är en fjärilsart som beskrevs av George Francis Hampson 1893. Sarobela aurotincta ingår i släktet Sarobela och familjen nattflyn. Inga underarter finns listade.